# Championnat de Formula Nippon 1999
Le championnat de Formula Nippon 1999 a été remporté par le pilote néerlandais Tom Coronel, sur une Reynard-Mugen du Nakajima Racing.

## Règlement sportif
- L'attribution des points s'effectue selon le barème 10,6,4,3,2,1.
- Tous les résultats comptent.

## Courses de la saison 1999
| Date         | Lieu   | Vainqueur           | Nationalité | Voiture       | Écurie          |
| 18 avril     | Suzuka | Satoshi Motoyama    | Japon       | Reynard-Mugen | Team LeMans     |
| 9 mai        | Motegi | Hidetoshi Mitsusada | Japon       | Reynard-Mugen | Nakajima Racing |
| 23 mai       | Mine   | Satoshi Motoyama    | Japon       | Reynard-Mugen | Team LeMans     |
| 6 juin       | Fuji   | Tom Coronel         | Pays-Bas    | Reynard-Mugen | Nakajima Racing |
| 4 juillet    | Suzuka | Masami Kageyama     | Japon       | Reynard-Mugen | Team Impul      |
| 1er août     | Sugo   | Tom Coronel         | Pays-Bas    | Reynard-Mugen | Nakajima Racing |
| 5 septembre  | Fuji   | Tom Coronel         | Pays-Bas    | Reynard-Mugen | Nakajima Racing |
| 19 septembre | Mine   | Hidetoshi Mitsusada | Japon       | Reynard-Mugen | Nakajima Racing |
| 3 octobre    | Motegi | Satoshi Motoyama    | Japon       | Reynard-Mugen | Team LeMans     |
| 14 novembre  | Suzuka | Ralph Firman        | Irlande     | G-Force-Mugen | Team Nova       |

## Classement des pilotes
| Classement | Pilote                  | Pays        | Voiture                  | Écurie          | Nombre de points |
| ---------- | ----------------------- | ----------- | ------------------------ | --------------- | ---------------- |
| 1er        | Tom Coronel             | Pays-Bas    | Reynard-Mugen            | Nakajima Racing | 50               |
| 2e         | Satoshi Motoyama        | Japon       | Reynard-Mugen            | Team LeMans     | 46               |
| 3e         | Hidetoshi Mitsusada     | Japon       | Reynard-Mugen            | Nakajima Racing | 31               |
| 4e         | Ralph Firman            | Irlande     | G-Force-Mugen            | Team Nova       | 21               |
| 5e         | Michael Krumm           | Allemagne   | Reynard-Mugen            | Team 5Zigen     | 19               |
| 6e         | Masami Kageyama         | Japon       | Lola-Mugen Reynard-Mugen | Team Impul      | 17               |
| 7e         | Juichi Wakisaka         | Japon       | Reynard-Mugen            | Team Aguri      | 16               |
| 8e         | Peter Dumbreck          | Royaume-Uni | Reynard-Mugen            | Team LeyJun     | 16               |
| 9e         | Takuya Kurosawa         | Japon       | Reynard-Mugen            | Team TMS        | 11               |
| 10e        | Ryo Michigami           | Japon       | Lola-Mugen               | Mooncraft       | 9                |
| 11e        | Hideki Noda             | Japon       | Reynard-Mugen            | Team Impul      | 7                |
| 12e        | Koji Yamanishi          | Japon       | Reynard-Mugen            | Team LeMans     | 6                |
| 13e        | Yuji Tachikawa          | Japon       | Reynard-Mugen            | Team Cerumo     | 6                |
| 14e        | Tetsuya Tanaka          | Japon       | Reynard-Mugen            | Team 5Zigen     | 3                |
| 15e        | Dominik Schwager        | Allemagne   | Reynard-Mugen            | Team TMS        | 1                |
| 15e        | Katsutomo Kaneishi (en) | Japon       | Reynard-Mugen            | Team Aguri      | 1                |
| 15e        | Masahiko Kageyama       | Japon       | Lola-Mugen               | Mooncraft       | 1                |
| 15e        | Hiroki Katoh            | Japon       | G-Force-Mugen            | Team Nova       | 1                |